# 沃森 (阿拉巴馬州)
沃森（英語：Watson）是一個位於美國阿拉巴馬州傑佛遜縣的非建制地區。該地的面積和人口皆未知。

## 地理
沃森的座標為33°38′01″N 86°52′46″W / 33.63361°N 86.87944°W，而該地的平均海拔高度為167米（即548英尺）。